# Ben Lucien Burman
Ben Lucien Burman (12 décembre 1895 – 12 novembre 1984) est un auteur et journaliste américain né à Covington, dans le Kentucky. diplômé de l'Université Harvard, il a combattu durant la Première Guerre mondiale et la Seconde Guerre mondiale. Il était marié à Alice Caddy, une illustratrice. Elle a illustré plusieurs des livres pour enfants écrits pour son mari, dont la série la plus populaire Catfish Bend. Cette série, qui se déroule à Catfish Bend, village fictif du Mississippi, raconte l'histoire de ses nombreux animaux résidents. Burman a été publié en onze langues.
Burman est décédé en 1984 d'un accident vasculaire cérébral à l'âge de 88 ans.

## Discographie
- Steamboat 'Round the Bend: Chansons et histoires du Mississippi, 1956, Folkways Records